# Castlewood (Dakota du Sud)
Pour les articles homonymes, voir Castlewood.
Castlewood est une ville américaine située dans le comté de Hamlin, dans l'État du Dakota du Sud. Selon le recensement de 2010, elle compte 627 habitants. La municipalité s'étend sur 1,15 milles carrés (2,98 km2).
La ville doit probablement son nom à la résidence de Henry Esmond, dans le roman éponyme de William Makepeace Thackeray,. Une autre version avance que Castle et Wood étaient le nom du conducteur et de l'ingénieur du premier train qui arriva à cet endroit, en 1882.

## Démographie
| 1900 | 1910 | 1920 | 1930 | 1940 | 1950 |
| ---- | ---- | ---- | ---- | ---- | ---- |
| 430  | 594  | 582  | 500  | 493  | 498  |

| 1960 | 1970 | 1980 | 1990 | 2000 | 2010 |
| ---- | ---- | ---- | ---- | ---- | ---- |
| 500  | 523  | 557  | 549  | 666  | 627  |